# Местни избори в Турция (2024)
Местните избори в Турция през 2024 г. са насрочени да се състоят на 31 март 2024 г. За участие на местния вот Върховният избирателен съвет допуска 36 политически партии. Решението на избирателния съвет е съобщено от нейния председател Ахмет Енер, цитиран от Хабертюрк ТВ. Предизборната кампания е определена да продължи от 1 януари до 30 март включително. Партиите, участващи в изборите, се задължават да представят листите си с кандидати до 20 януари, които да бъдат окончателно одобрени от Върховният избирателен съвет на 3 март.